# كارل إدواردز
كارل إدواردز (بالإنجليزية: Carl Edwards)‏ هو سائق سيارة سباق أمريكي، ولد في 15 أغسطس 1979 في كولومبيا في الولايات المتحدة.

## وصلات خارجية
- الموقع الرسمي
- كارل إدواردز على موقع Racing-Reference.info (الإنجليزية)
- كارل إدواردز على موقع DriverDB.com (الإنجليزية)
- كارل إدواردز على موقع IMDb (الإنجليزية)
- كارل إدواردز على موقع إن إن دي بي (الإنجليزية)
- كارل إدواردز على موقع قاعدة بيانات الفيلم (الإنجليزية)